# Bror Stawe
Bror Ebbe Gunnar Stawe, född 9 mars 1937 i Slättåkra, Hallands län, är en svensk målare, tecknare, grafiker och arkitekt.
Han är son till kyrkoadjunkten Erik Lennart Stawe och Ebba Berta Eleonora Hederström. Efter arkitektstudier vid Chalmers tekniska högskola 1957–1961 studerade han konst vid Slöjdföreningens skola 1961 och vid Valands målarskola 1961–1965. Som konstnär gjorde han sig främst känd för sina teckningar och grafiska blad och han medverkade i en av Valands grafikportföljer. Han deltog i Nationalmuseums utställning Unga tecknare 1965 och grafiktriennalen på Nationalmuseum samma år, Liljevalchs Stockholmssalonger och tillsammans med Sven Nyström ställde han ut på Galleri Volrath Tham i Göteborg. Stawe är representerad vid Moderna museet och Göteborgs museum.